# Singen
Singen település Németországban, azon belül Baden-Württembergben. Lakosainak száma 49 518 fő (2023. december 31.). Singen Öhningen és Moos községekkel határos.

## Fekvése
A Bódeni-tó közelében, a Hohentwiel lábánál fekvő település,Hegau gazdasági központja.
View from Hohentwiel

## Városrészei
A következő települések épültek be Singen városába: 
|  |  |  |  |  |  |

## Története
A település környéke a középső kőkorszak óta állandóan lakott volt.
Singen írott forrásban elsőként 787-ben tűnik fel Sisinga nevén. 
1465 és 1805 között Elő-Ausztria része volt.
1810-ben került a Badeni Nagyhercegséghez.
A település fellendülése azonban csak a 19. században következett be, és e fellendülés összefüggött a vasútépítéssel és az ipartelepítéssel. 1870 óta a lakosság létszáma több mint hússzorosára nőtt.
Városi rangot 1899-ben kapott.

## Nevezetességek
- Hegau Múzeum- gyüjteményeiből bepillantást nyerhetünk a környék legkorábbi lakóinak életébe.

## Galéria

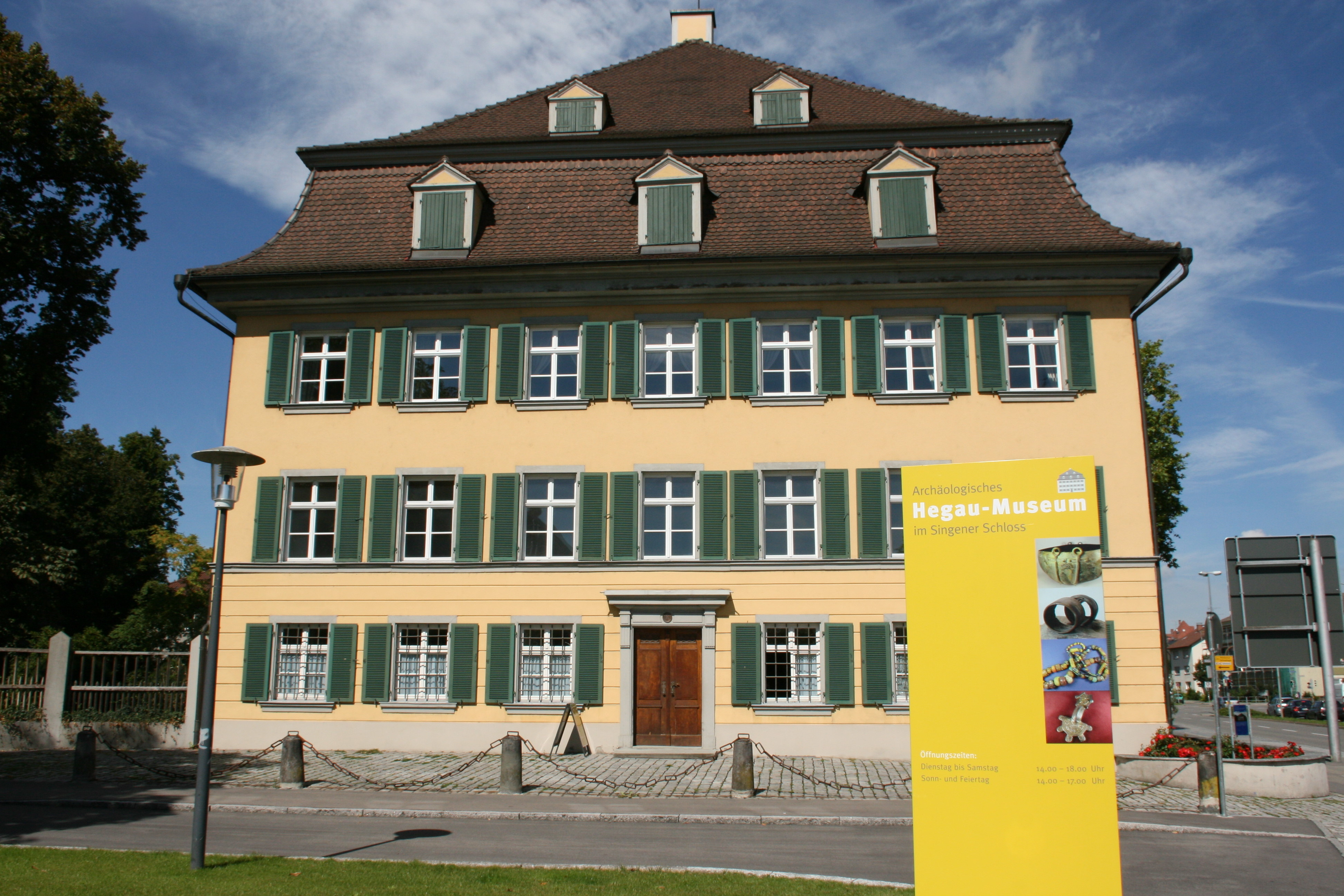
Hegau Múzeum épülete.
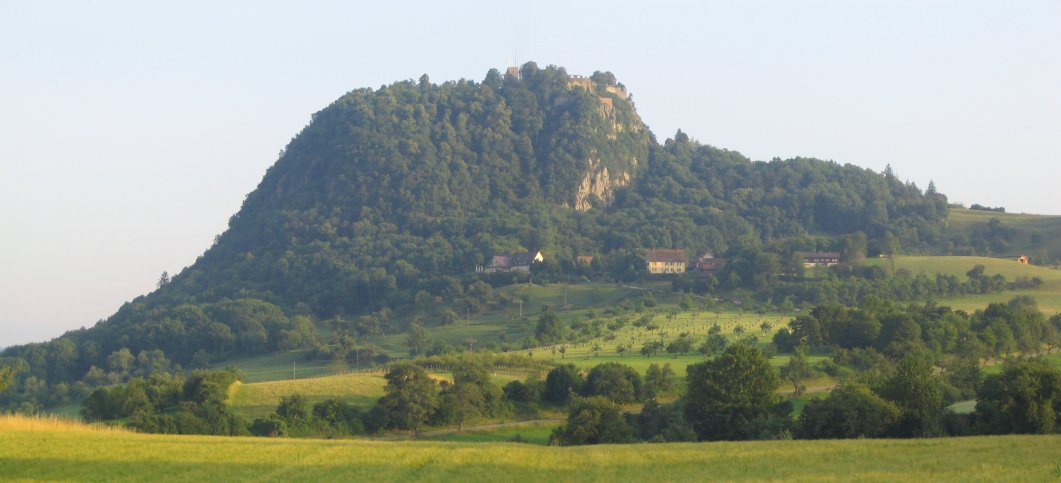
Hohentwiel.
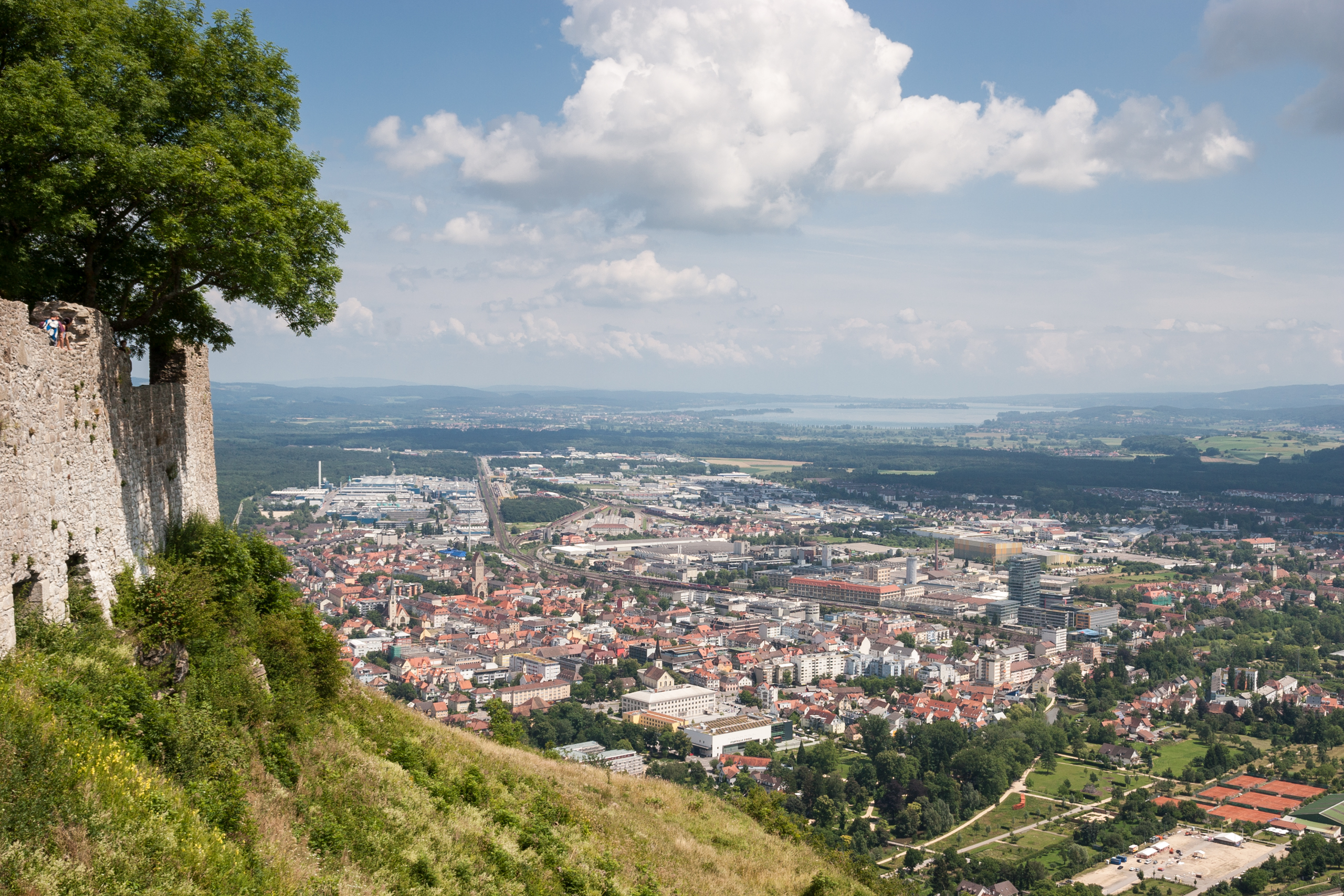
A Hohentwiel lábánál fekvő város látképe.
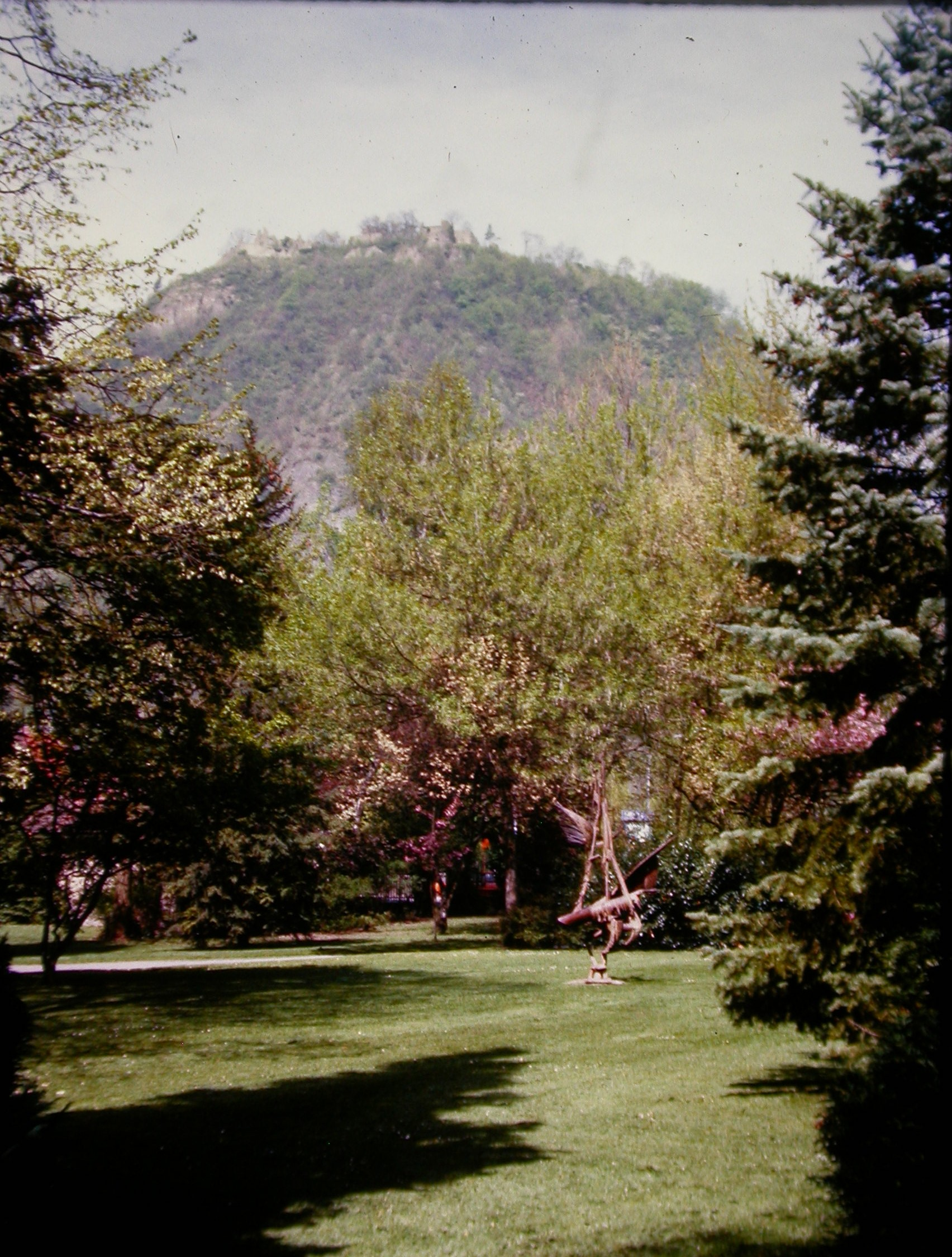
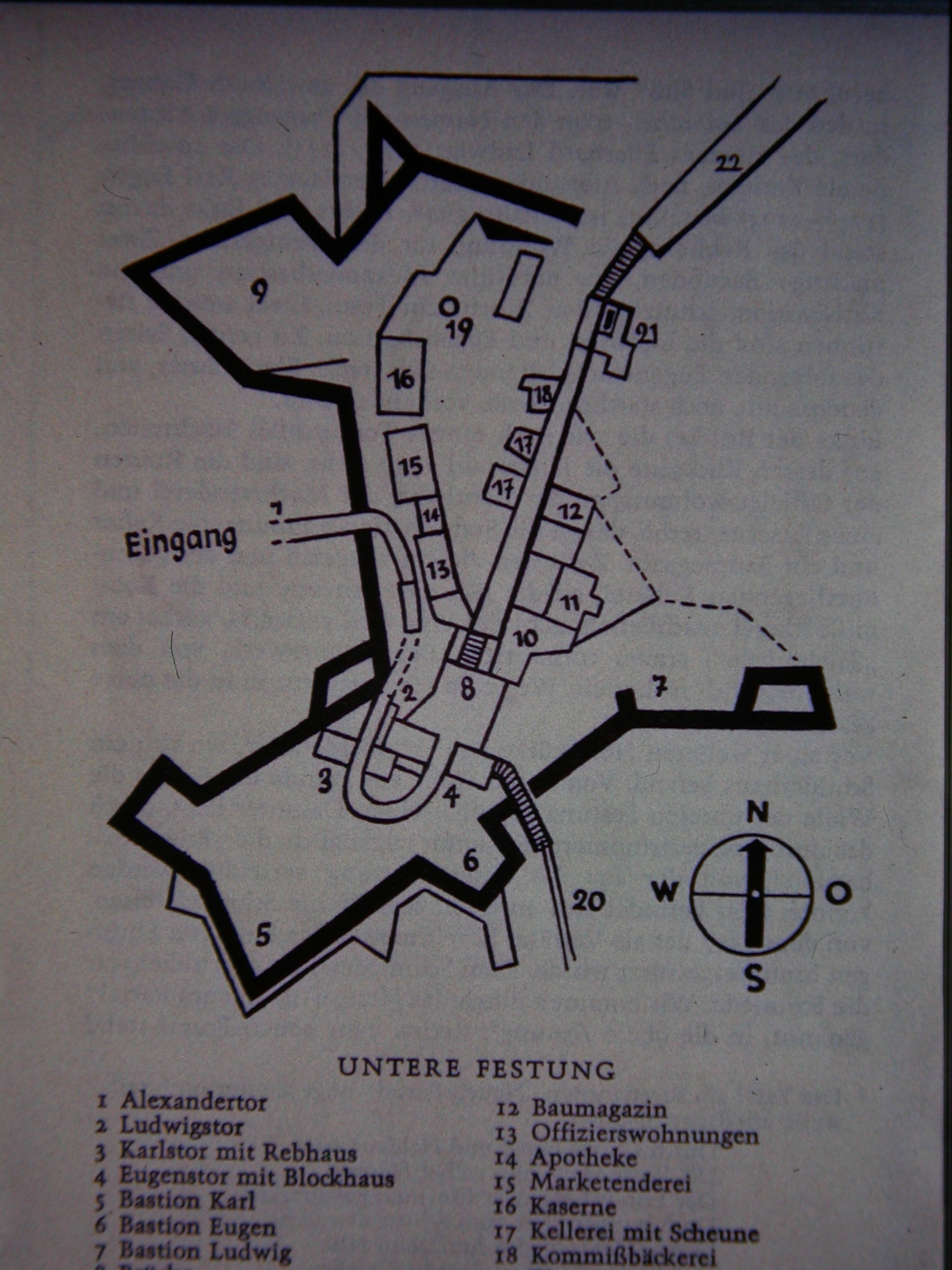
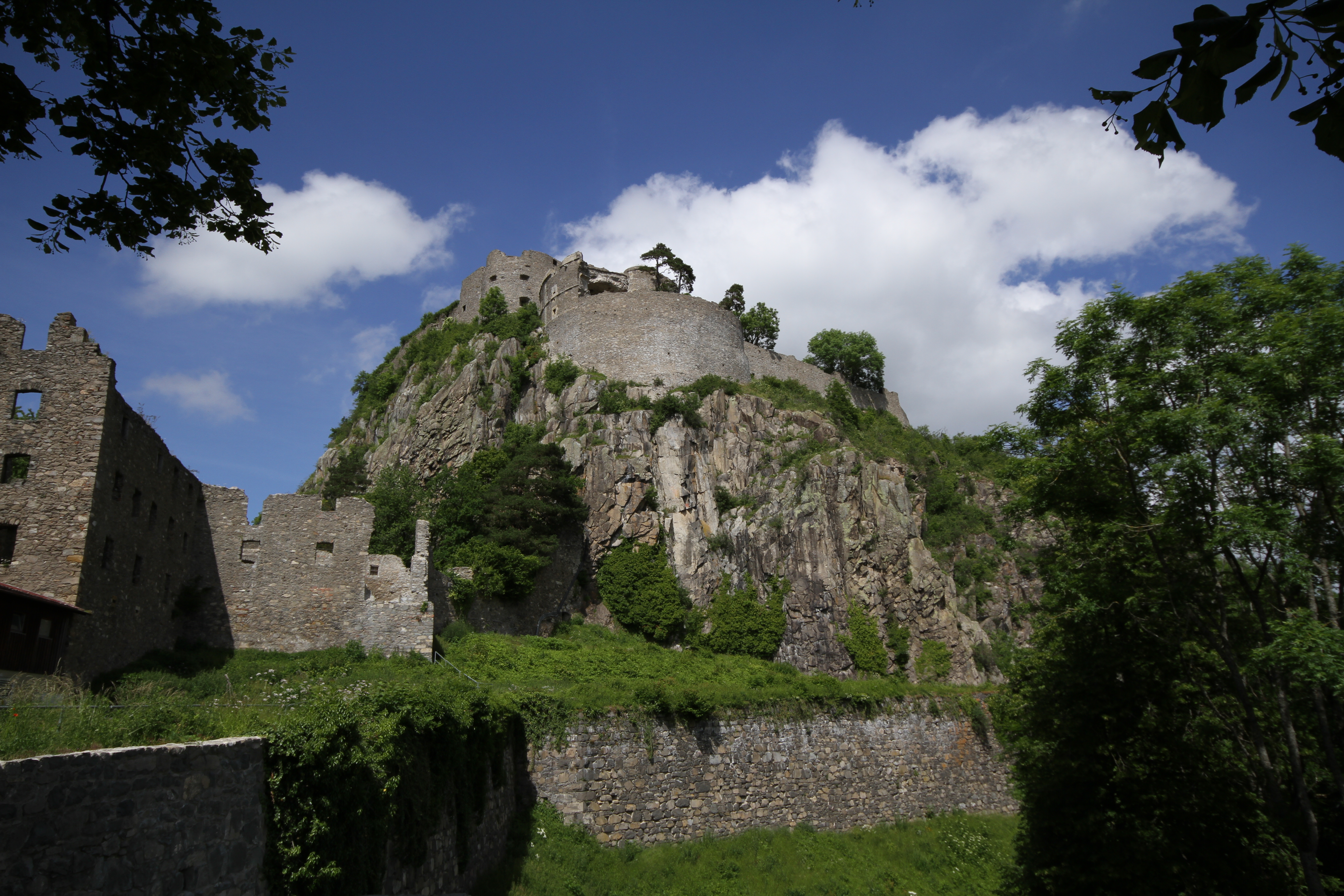
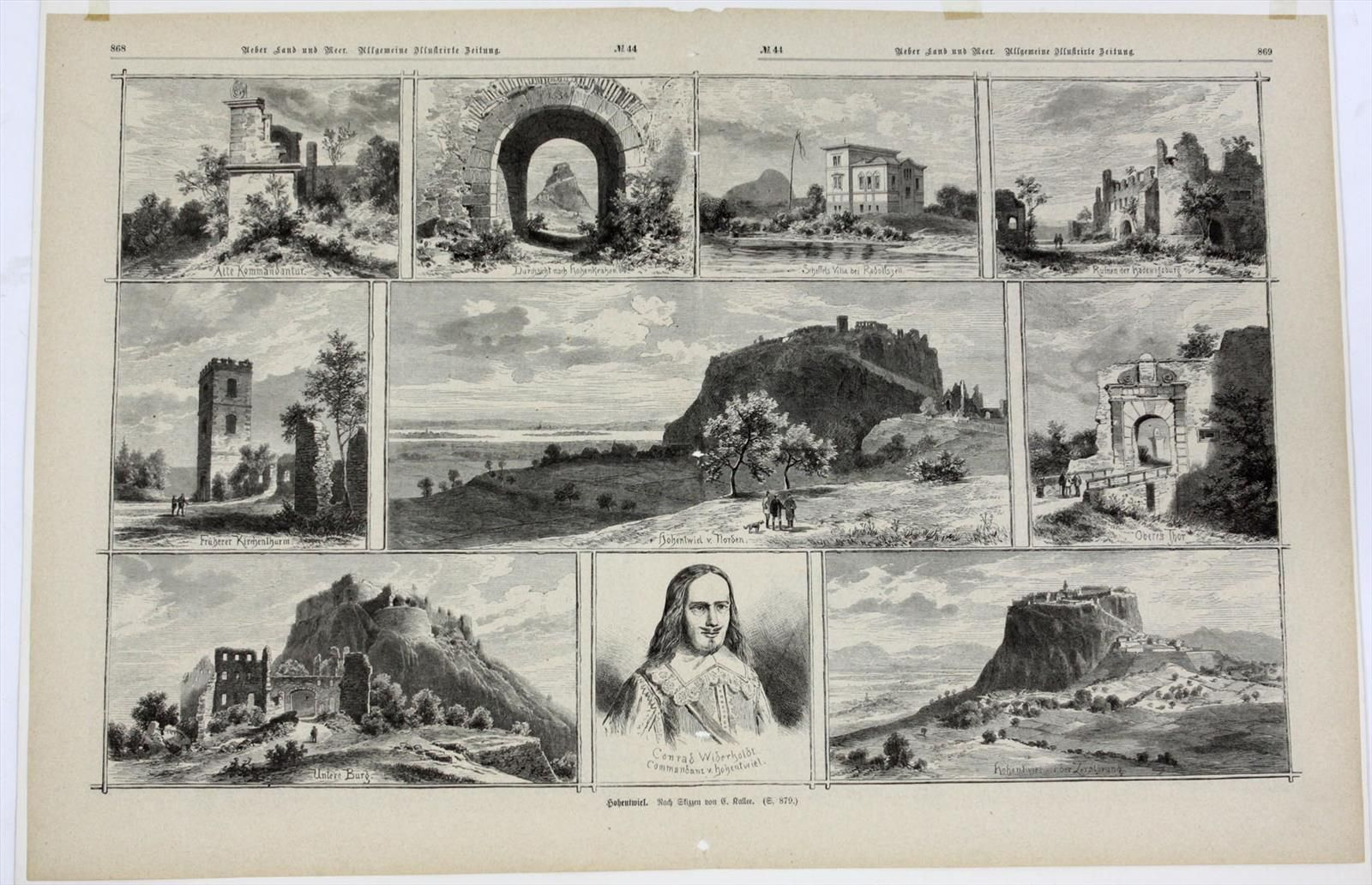
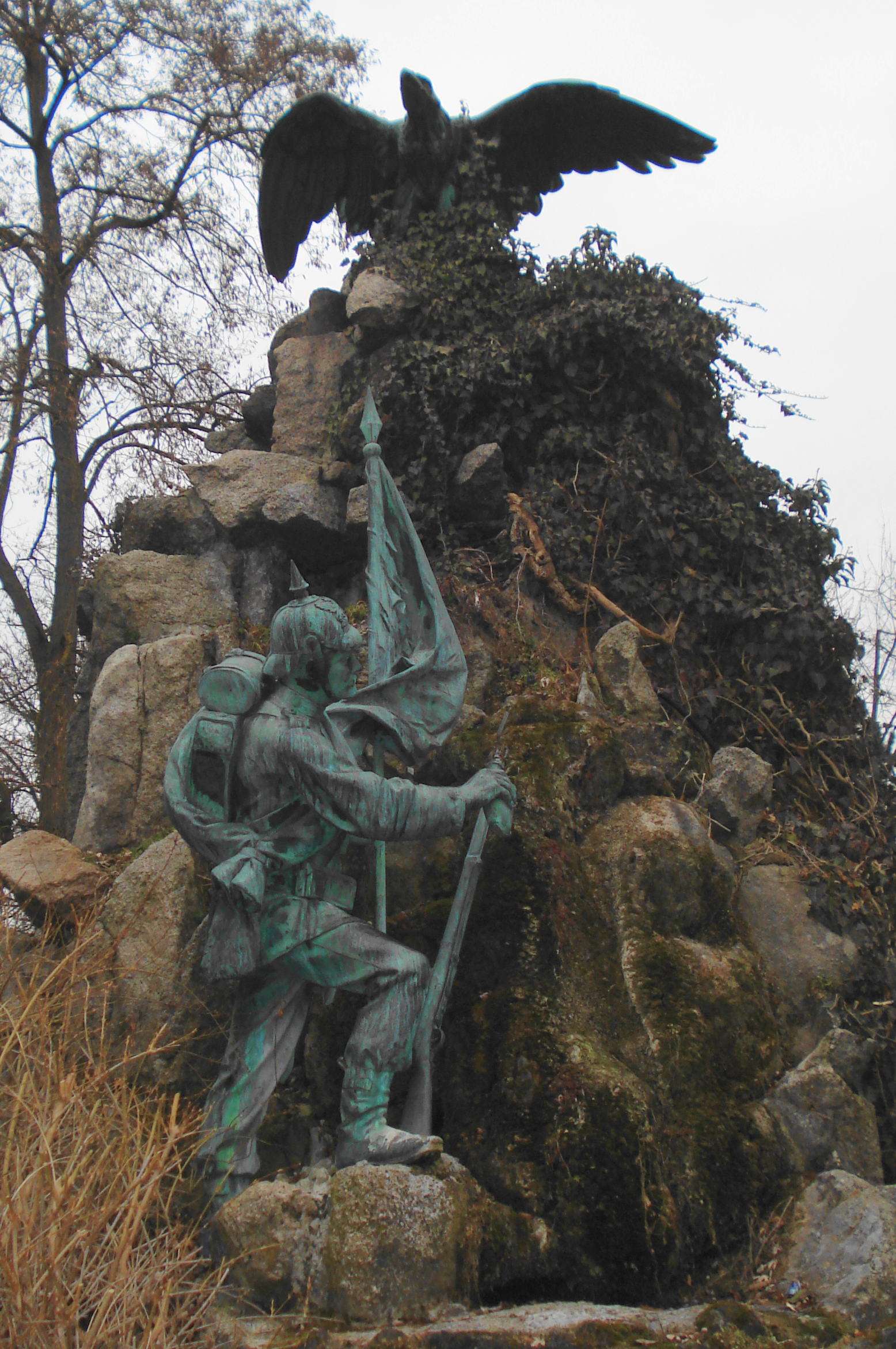
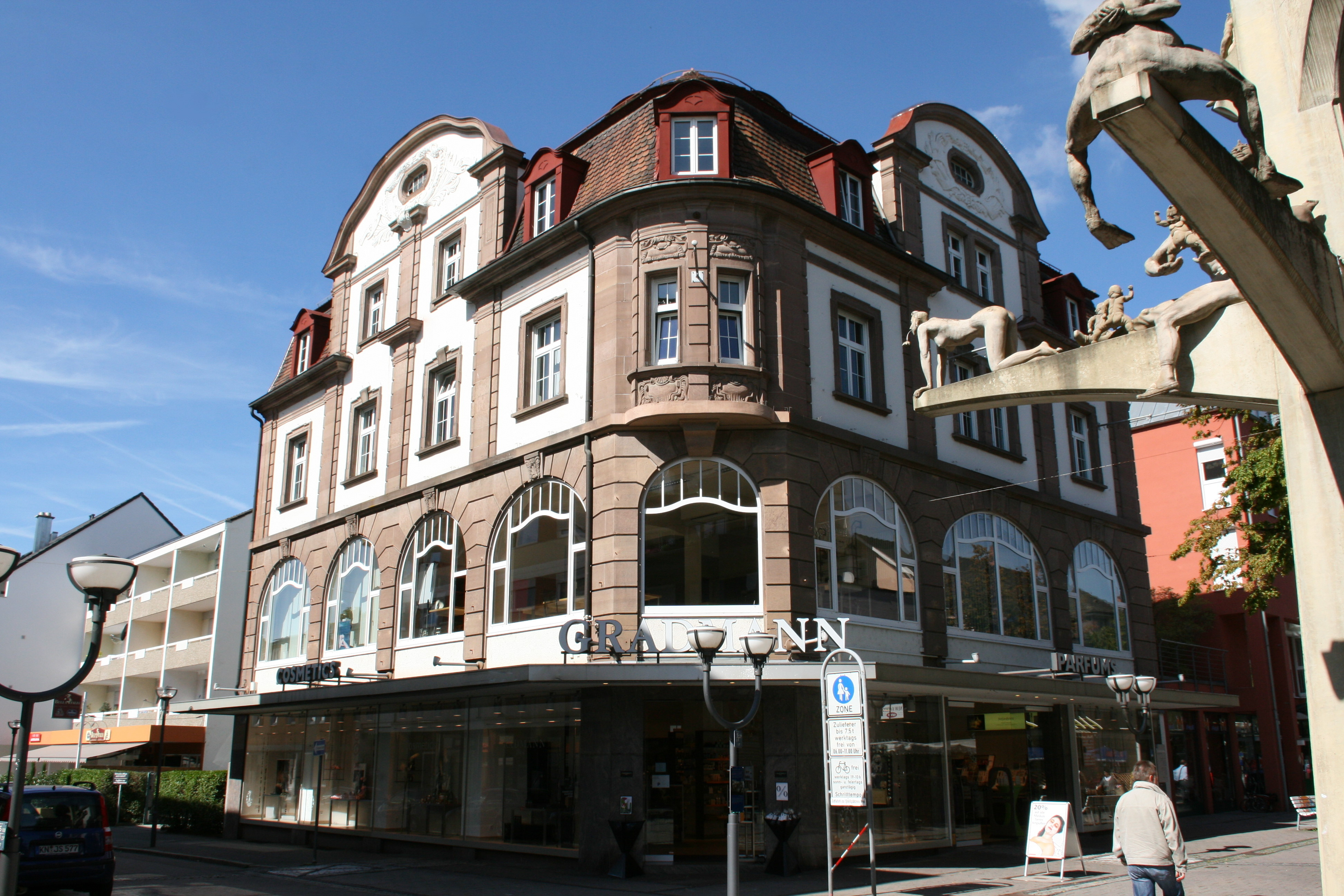
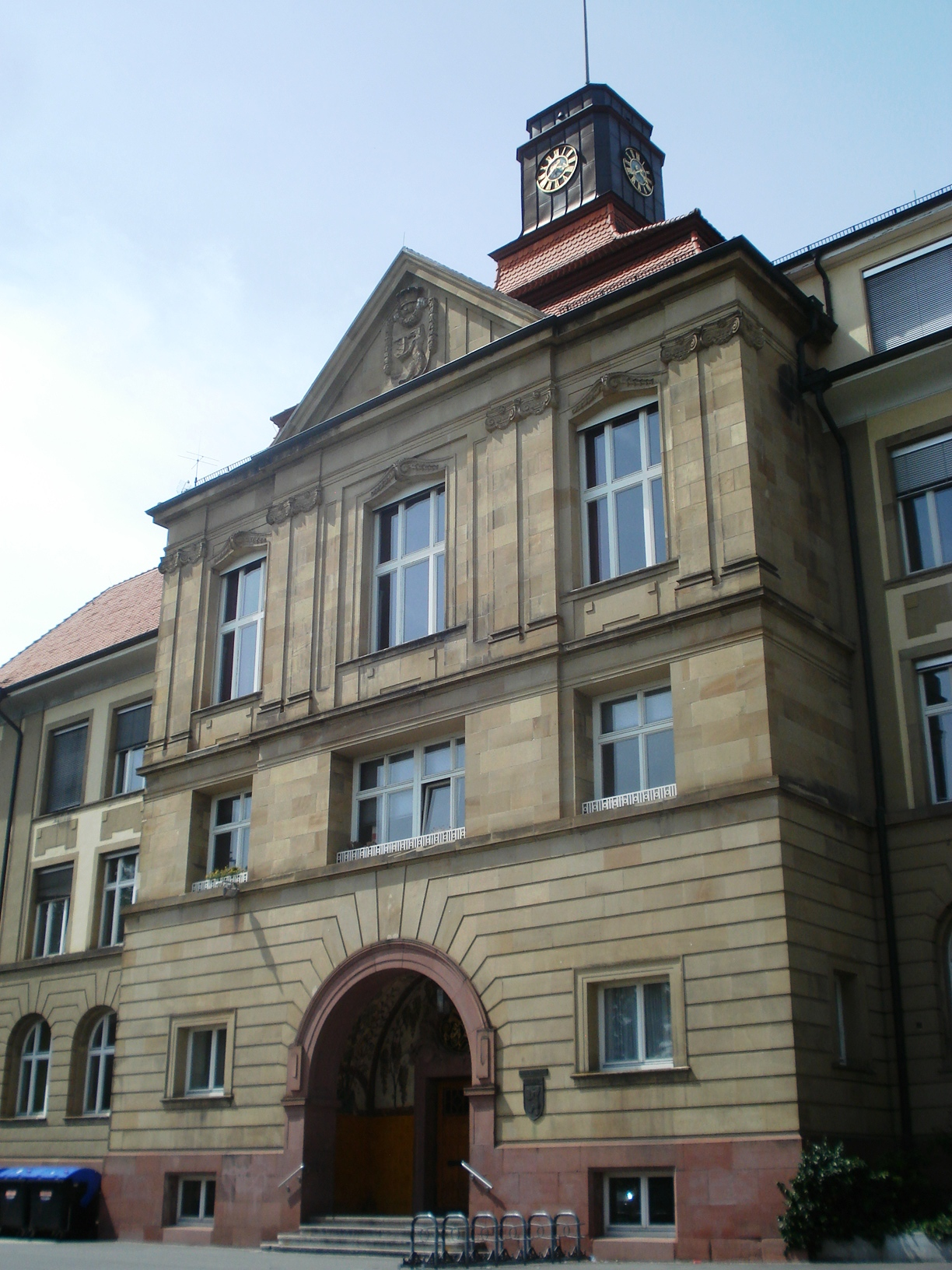
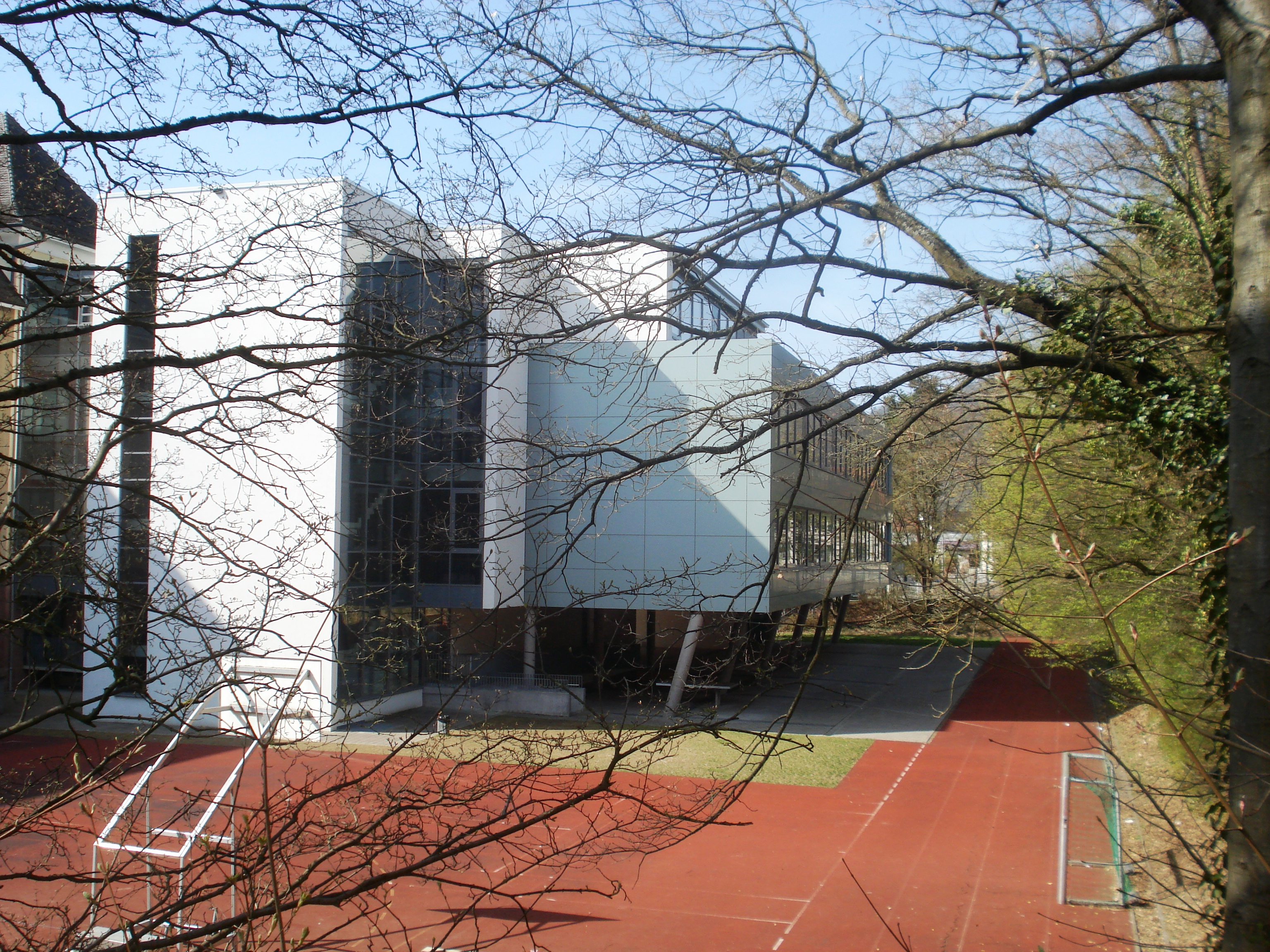
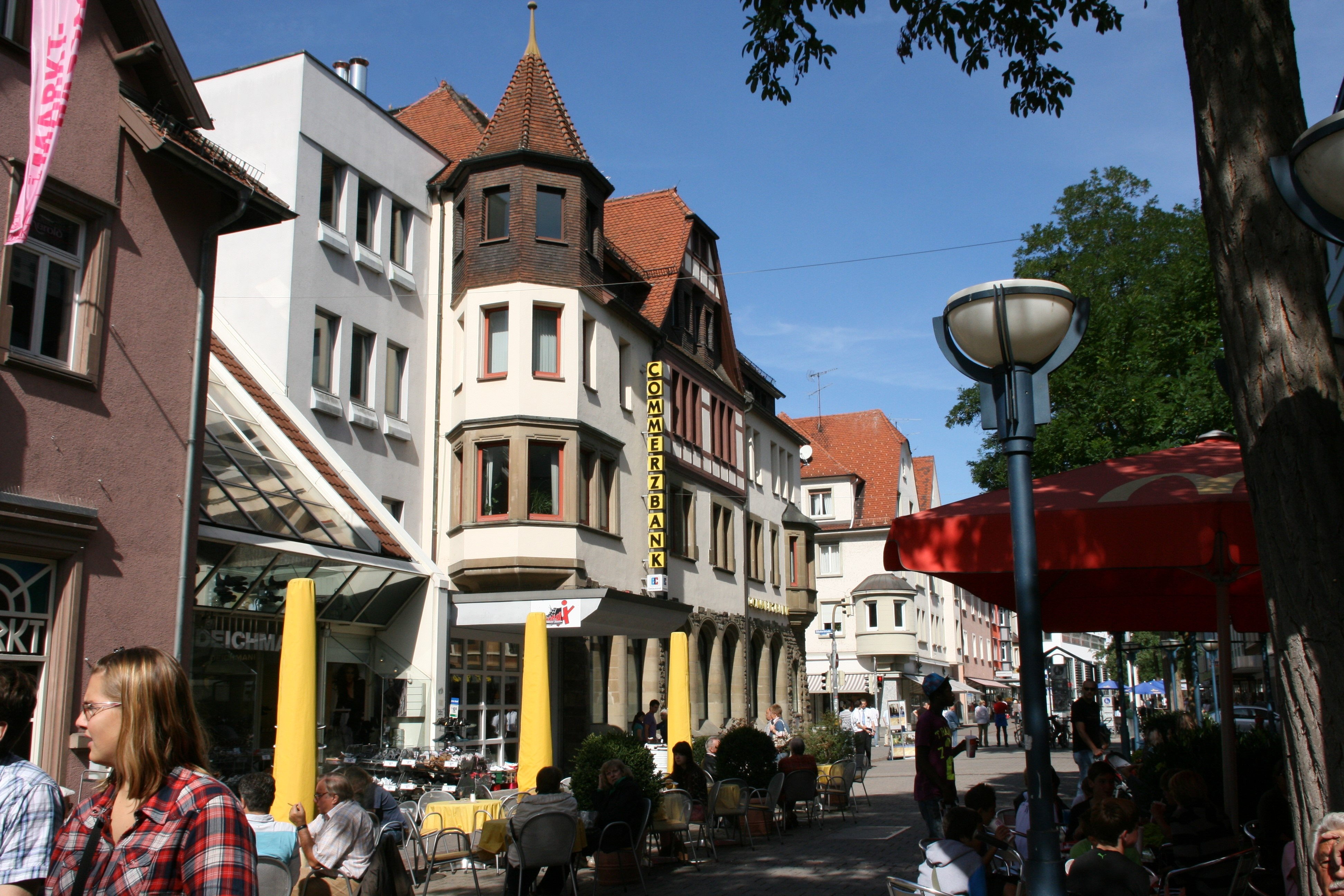
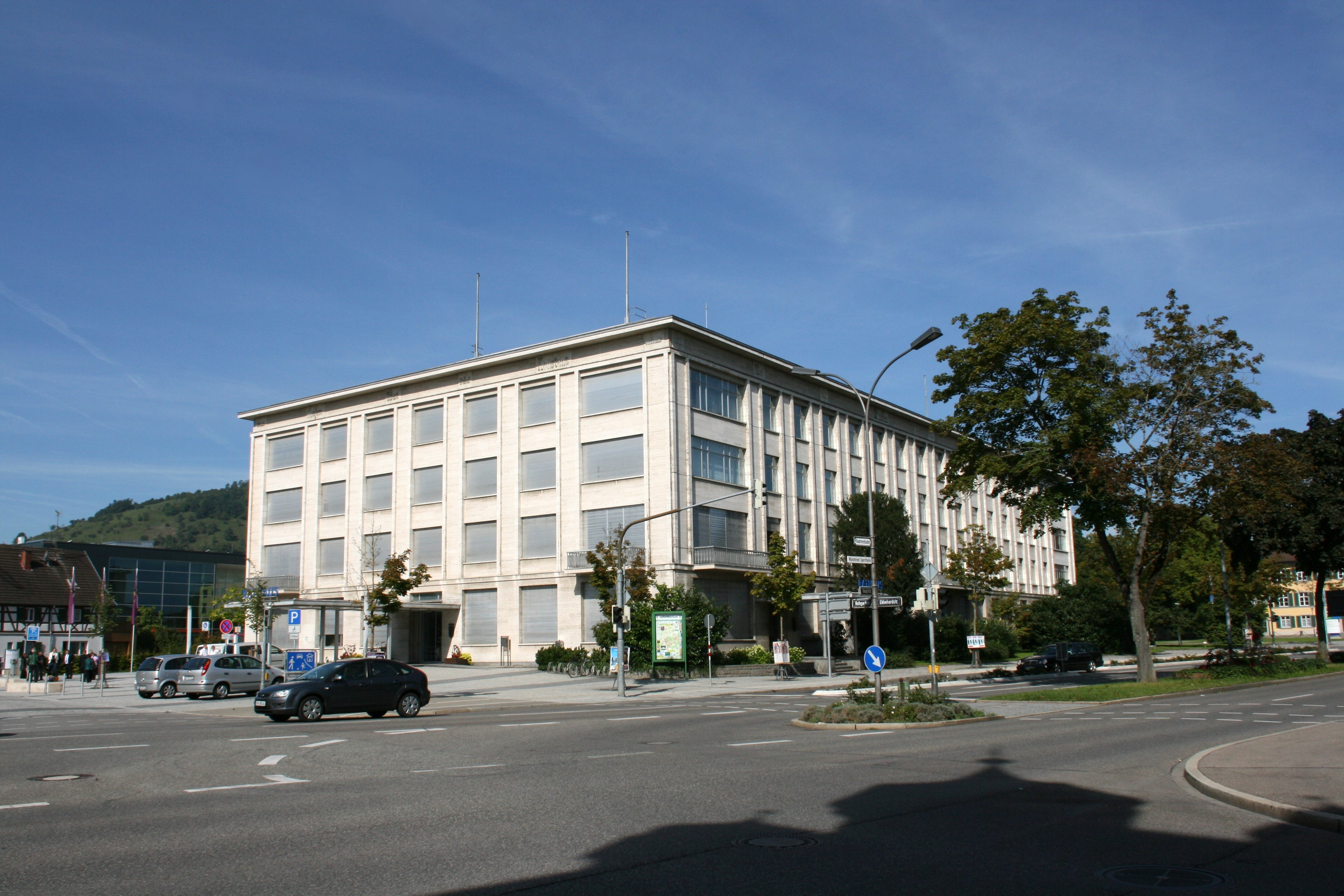
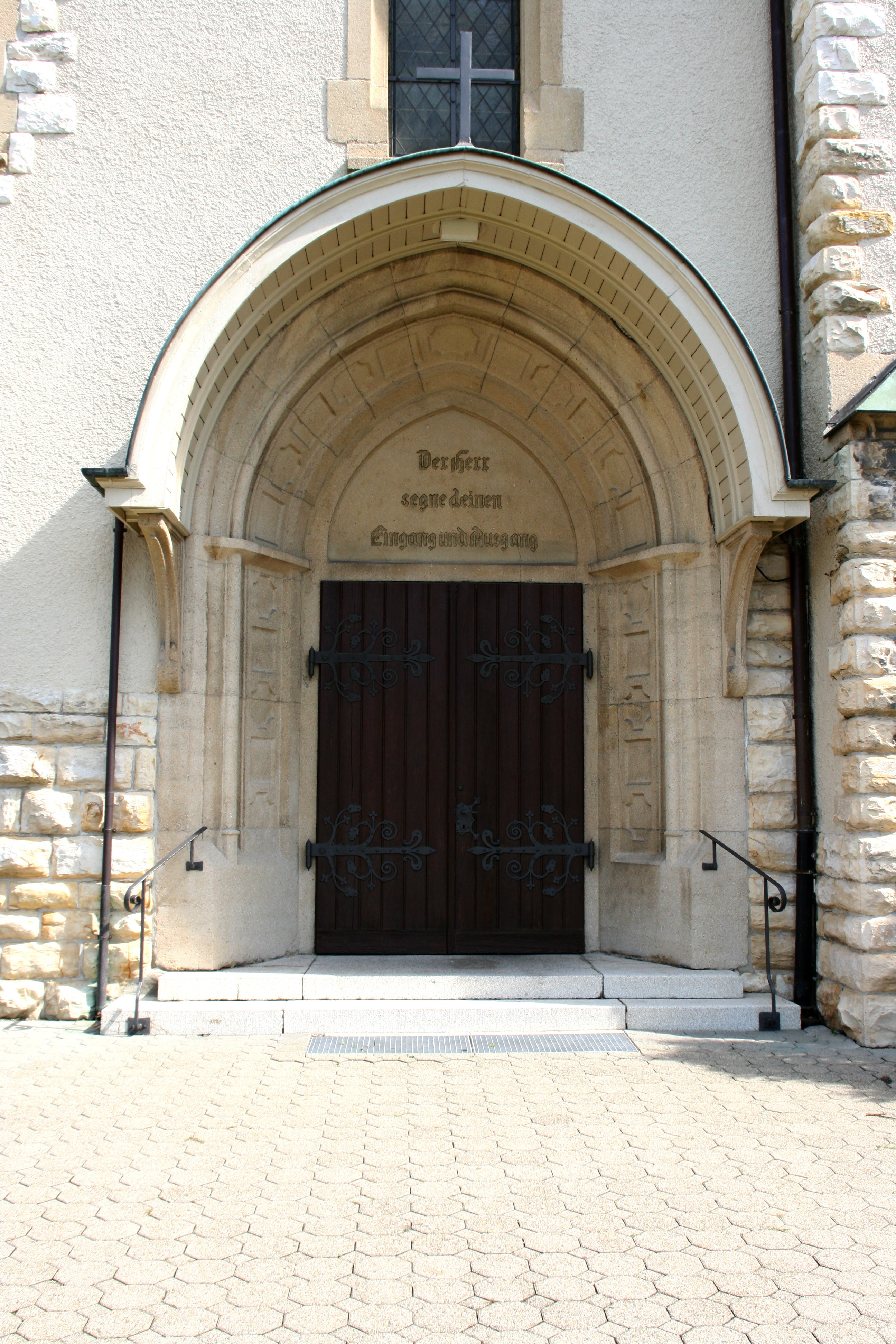
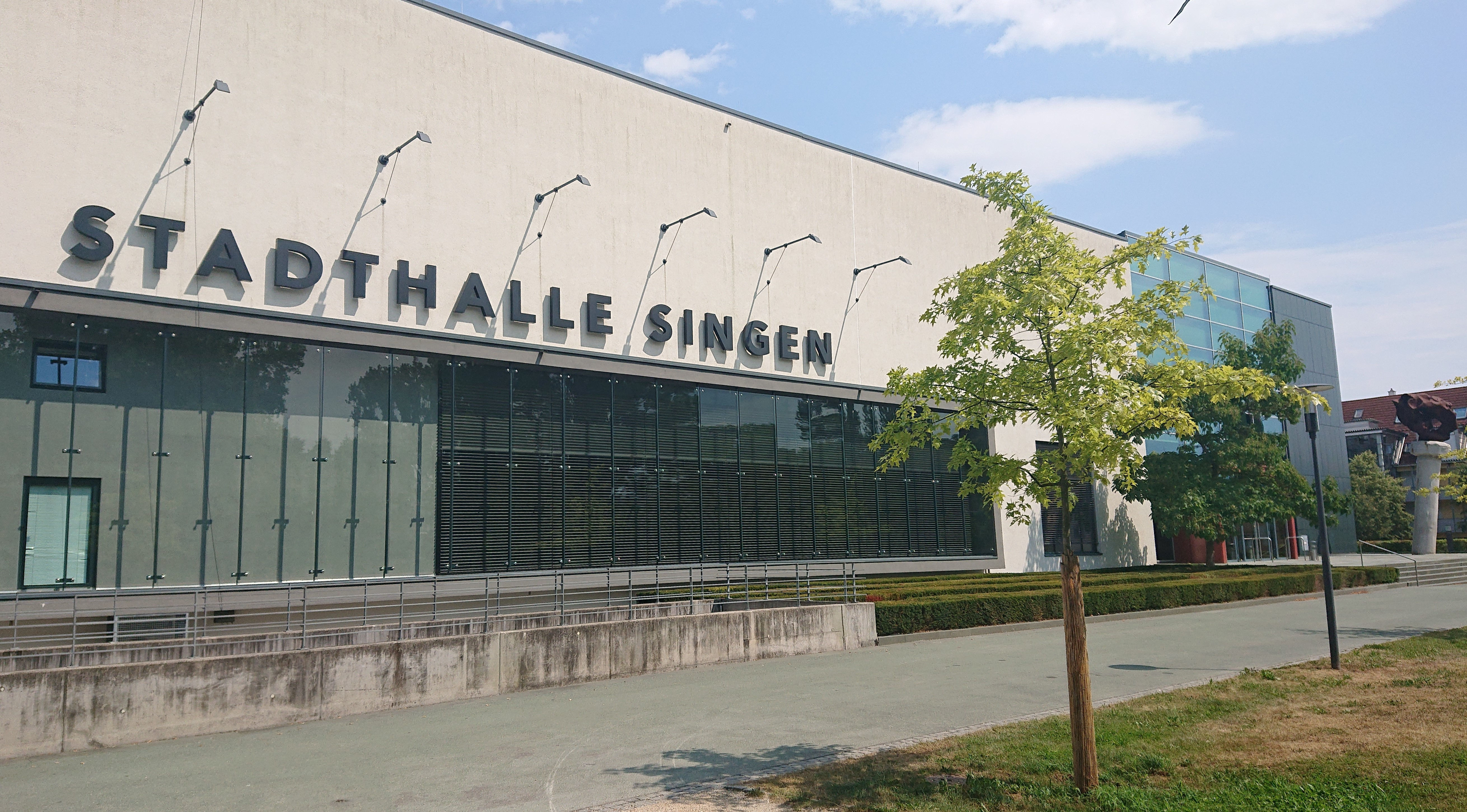
Stadthalle

## Népesség
A település népessége az elmúlt években az alábbi módon változott:
| Lakosok száma | 37 607 | 42 598 | 46 609 | 43 529 | 42 403 | 44 402 | 44 733 | 45 377 | 45 717 | 49 518 |
|               | 1961   | 1967   | 1974   | 1980   | 1987   | 1993   | 2000   | 2006   | 2013   | 2023   |